# Rwa Bhineda
Rwa Bhineda este un concept spiritual din cultura balineză din Indonezia. Se referă la conceptul de dualitate în viață și la armonizarea contrariilor pentru a atinge un echilibru în viață.

## Dualismul în filozofia hindusă
Dualismul hindus este un concept filozofic al anumitor școli ortodoxe ale hinduismului, printre care Samkhya și Yoga, care susțin principiul existenței două elemente diferite și ireductibile, materia și spiritul.    Principiul dualismului este prezentat în Ramayana și în Upanișade. 
Samkhya consideră că, în momentul creației (numit Srishti în hinduism) , Acintya - Ordinea Divină (cunoscută în Bali sub denumirea Sang Hyang Widhi Wasa) a creat cele două elemente componente independente ale universului: puruṣa (conștiința sau spiritul) și prakṛti, (natura sau materia, inclusiv mintea umană și emoțiile). În cosmologia hindusă, puruṣa reprezintă aspectul masculin iar prakṛti cel feminin al existenței. Puruṣa constituie elementul pasiv iar prakṛti elementul activ. Aceste elemente constituie două realități ireductibile, înnăscute și independente ,.
Materia primordială (Prakriti) este caracterizată de trei tendințe sau moduri de operare numite gunasm anume Rajas (creaarea), Sattva (prezervarea) și tamas (distrugerea). Rajas este caracterizată prin neliniște, mișcare și energie, Sattva prin claritate, puritate și armonie, iar Tamas prin inerție, întuneric, ș hao).Când cele trei gunas sunt în echilibru, prakriti rămâne în starea sa nemanifestată (avyakta) ca potențial pur, nediferențiat. 
Există o analogie între aceste elemente și conceptele cetana și acetana expuse în scrierea Wrspati Tattwa a hinduismului javanez, o adaptare a învățăturilor Samkhya și Yoga, incluzând și unele concepte ale școlii Shiva Siddhanta din sudul Indiei. Conform acestei scrieri, cetana înseamnă cunoaștere (jnanasvabhava) și este elementul etern (nitya), care nu uită niciodată și nu are nici început și nici sfârșit. Acetana este elementul fără suflet sau cunoaștere, nepermanent (anitya), fără memorie. 
Pe lângă acestea mai poate fi semnalat viziunea școlii Vedanta, care susține Dvaita, un dualism theistic, conform căruia există două realități diferite. Prima dintre aceste realități și singura care este independentă (svatantra-tattva), este reprezentată Vishnu, zeitatea supremă, atotputernică. eternă și atotștiitoare. A doua realitate este cea dependentă (asvatantra-tattva or paratantra) care există separat de prima. universe that exists with its own separate essence.. .

## Rwa Bhineda - dualismul balinez
Dualistmul balinez se bazează pe Arjunawiwāha un poem care a apărut însecolul al Xi-lea, perioada hindu-budistă din Java de est. Din acesta a derivat conceptul Rwa Bhinedan care este prezentat prima oară în documentul balinez Lontar Prakempa, scris pe frunze de palmier.
Conform mitologiei balineze, când Sang Hyang Widhi Wasam (în traducere literală Ordinea Divină). zeitatea supremă a hinduismului balinez (cunoscută și sub denumirea de origine sanscrită Acintya), a creat universul, i-a conferit două proprietăți contrare care să se neutralizeze reciproc. Aceste proprietăți se găsesc în ceie două componente Bhuana Agung (macrocosmos) și în Bhuana Alit (microcosmos) care cuprinde ființele umane, animalele și plantele..
Conceptul Rwa Bhineda sau al dualismului mutual, exprimă faptul că în viață există mereu categorii care se opun, precum: viață și moarte, masculin și feminin, bine și rău, sacru și profan, bucurie și supărare, tinerețe și bătrânețe, sus fără jos, alb fără negru etc. Această dualitate conferă universului un echilibru cosmic, universul adaptându-se în mod continuu, pentru a se menține într-un echilibru perfect. Rwa Bhineda constituie conceptul fundamental al vieții. Tot ceea ce există atât în macrocosmos cât și în microcosmos se bazează pe acest principiu. Deasemea el există atât în lumea văzută (sekala) cât și în cea nevăzută (niskala).
Traducerea literală a denumirii Rwa Bhineda este ”două părți diferite”. Denumirea caută să exprime viziunea xă orice întreg este format din două părți diferite inseparabile, care trebuie să existe amândouă pentru a putea forma întregul. 
Rwa Bhineda constituie conceptul fundamental al vieții. Tot ceea ce există atât în macrocosmos cât și în microcosmos se bazează pe acest principiu. De asemenea el există atât în lumea văzută (sekala) cât și în cea nevăzută (niskala). Înțelegerea conceptului Rwa Bhimeda servește oamenilor să se străduiască să ducă o viață echilibrată între viața spirituală și cea fizică.
Trebuie relevat faptul că Rwa Bhinedha este o filozofie a echilibrului nu a conflictului între cele două contrarii. Astfel, după Rwa Bhiwedha binele nu trebuie să învingă răul; binele și răul trebuie să existe simultan astfel încât să se atingă armonia. Conceptul Rwa Bhineda nu are în vedere atingerea perfecțiuni; el descrie viața așa cum este în realitate, nu cum ar trebui să fie. Rwa Bhineda promovează toleranța și aprecierea contrariilor și diferențelor.
Conceptul Rwa Bhineda, o filozofie care este încorporată în viața de zi cu zi a balinezilor. De aceea, balinezii consideră deosebirile trebuie să coexiste în armonie și nu trebuie considerate bariere care trebuie înlăturate...Copiii balinezi sunt învățați să nu sufere prea mult în disperare, pentru că întotdeauna va exista bucurie care să o echilibreze: de asemenea, să aibă grijă să nu sărbătorească bucuria prea mult, căci ea va fi în cele din urmă echilibrată de tristețe. Diferențele trebuie îmbrățișate pentru a crea armonie și echilibru. 

Pâhză poleng

## Pânza poleng
Pânza ‘’’Poleng’’’ este o țesătură tipic balineză cu un model în carouri. Denumirea de poleng [nseamnă în balineză pânză care înfășoară. Pentru poporul balinez, această țesătură este o pânză sacră care are propriul sens filozofic. Pe lângă rolul de a reaminti în permanență conceptul filozofic Rwa Bhineda, pânza poleng asigură protecție împotriva forțelor negative ale lumii nevăzute (niskala), care se opun celor ale lumii văzute (sekala). 

### Tipuri de pânză poleng
Există trei tipuri de pânză poleng anume: Poleng Rwa Bhinedam, Poleng Sudhamala și Poleng Tridatu. Fiecare dintre acestea are semnificații filozofice. Cele trei tipuri de pânză poleng ilustrează o filozofie comună, și anume că oamenii trebuie să mențină echilibrul pentru ca pacea și armonia să fie ușor de obținut în viață. 

#### Poleng Rwa Bhineda
Pânza ’’’Poleng Rwa Bhineta’’’ conține o alternanță de pătrate albe și negre. Este tipul clasic de pânzâ poleng cel mai strâns de conceptul Rwa Bhineta și singura care este utilizată în riturile religioase. De fapt, numele de poleng, tradus prin ”cu două tonuri”, se aplică corset doar la polengul Rwa Bhineta. Polengul are intenția de a exprima existența contrariilor și atingerea finală a echilibrului cosmic al universului între cele două cele două extreme. De aceea, trebuie executat cu precizie, numărul de pătrate albe fiind egal cu cel al pătratelor negre, dimensiunile lor trebuind să fie riguros egale (de obicei 1 x 1 cm, 3 x 3 cm, or 5 x 5 cm( iar și numărul de fire din pătratele albe să fie identic cu cel din pătratele negre. În același timp, țesătura ilustrează îndemânarea țesătorului de a transmite conceptul de echilibru conform învățăturilor din dharma. 

#### Poleng Sudhamala
Pânza ‘’’Poleng Sudhamala’’’ cuprinde pe lângă pătratele albe și negre și pătrate cenușii. Acestea simbolizează rezultatul echilibrului care trebuie realizat între cele doua extreme ale conceptului Rwa Bhineda 

#### Poleng Tridatu
Pânza ’’’Polengul Tridatu’’’care este mai puțin legată de conceptul Rwa Bhineda, fiind mai degrabă o ilustrare a celor trei gubas, consorm viziunii sistemului filozofic Samkhya . Polengul tridatu intenționează să prezinte învățăturile Triguna (cele trei guna), prin utilizarea unor culori care să le simbolizeze, anume alb pentru sattva, roșu pentru rajas și negru pentru tamas. 

### Folosirea pânzei poleng

#### Folosirea pânzei poleng pentru ilustrarea conceptului Rwa Bhineda
Pânzele poleng au mai multe utilizări, dintre care cele mai frecvente sunt:
1.	Pentru umbrelele ceremoniale „tedung” utilizate în templele balineze. Sensiul literal al cuvântului tedung este ‘a păzi, indicând că rolul acestor umbrele este cel de a simboliza protecția..În același timp ele reprezintă în mod simbolic un munte care constituie un summum al spiritualității și este locul în care sălășluiesc zeii. Aceste umbrele sunt de multe ori proiectate de „undagi”, arhitectii specializați în arhitectura tradițională balineză, care respectă reguli foarte stricte legate de forma și funcțiunile obiectelor proiectate. Conform acestor reguli, numite Asta Kosala Kosala proporțiile trebuie să fie în armonie cu cele ale corpului uman. De obicei, umbrelele tedung au o înălțime cuprinsă între 2 și 2,5 metri și au o lățime de aproximativ un metru. Pânza este susținută de stâlpi de bambus.
2. Îmbrăcămintea înalților preoți („Pedanda”) și decorațiile templelor în timpul ceremoniilor care au loc în Bali anual sau odată la 6 luni. Templele sunt decorate cu pânze poleng timp de trei zile., După aceea pânza este îndepărtată și păstrată cu grijă până la ceremonia următoare, deoarece este considerată „nirmala”, adică imaculată din punct de vedere spiritual. Datorită caracterului ei sacru, spălarea pânzei poleng este strict prohibită, chiar dacă pare murdară

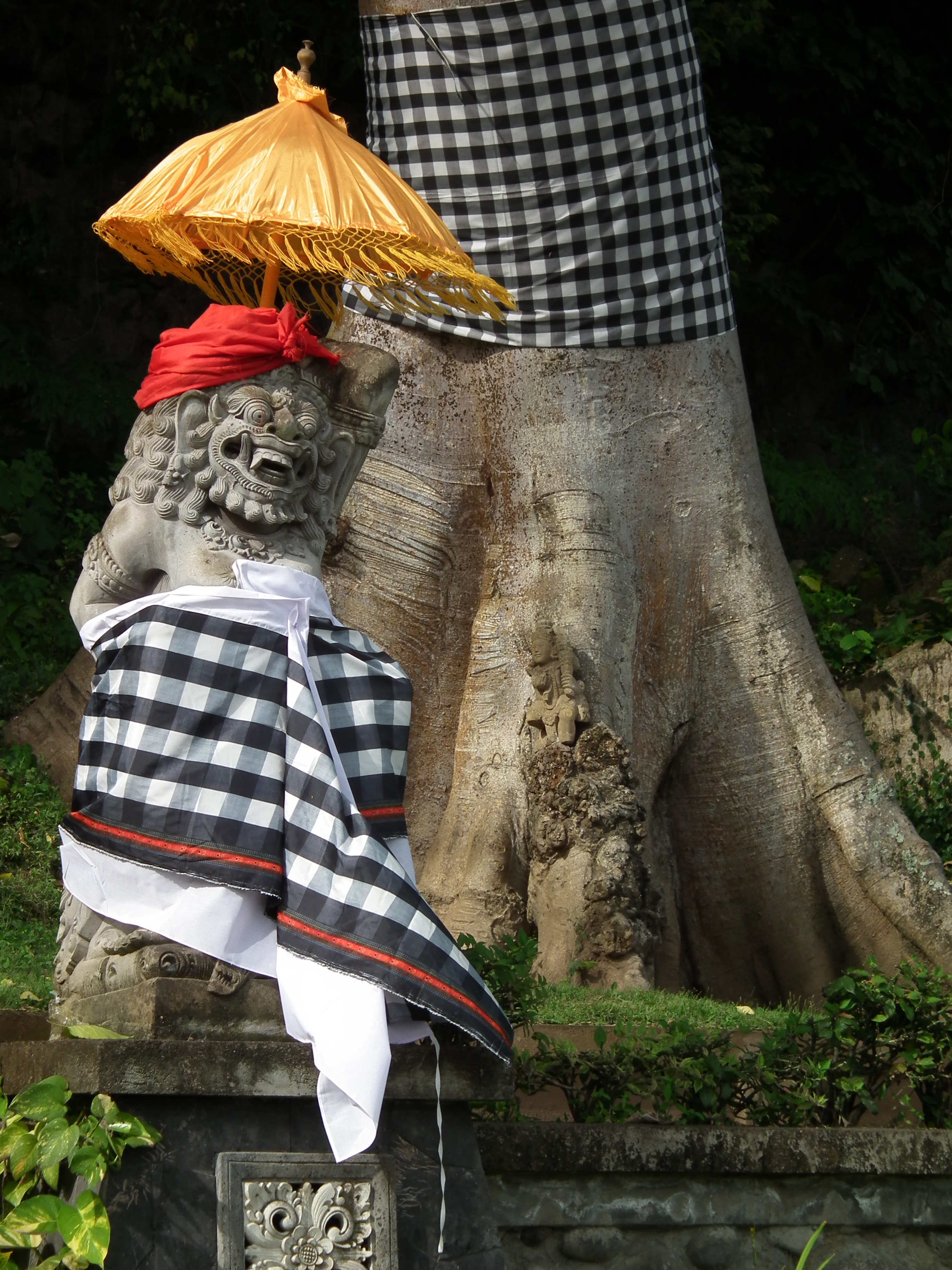
Statuie si copac din Bali, acoperite cu pânză poleng

3. Înfășurarea în jurul unor statui, arbori (de obicei arbori banyan bătrâni) sau al altor obiecte, arătând că în interiorul lot locuiește un spirit. Deoarece pânza poleng este un simbol protector, rolul pânzei este cel de a păzi energia din interior, păstrând intact echilibrul conform conceptului Rwa Bhineda al acelui obiect.. Implicit pânza marchează și sanctitatea obiectului.. Sacralitatea mai multor zone cu protejate de pânze poleng este respectată de comunitatea locală, care, de obicei, va oferi ofrande după ce oamenii au terminat de rugat la templu. ..Unii environmentaliști consideră că înfășurarea unor pânze poleng în jurul unor arbori bătrâni, ceea ce are drept consecință prohibiția de a-i tăia, reprezintă și o afirmare a eforturilor de a asigura un comportament echilibrat al oamenilor față de mediul înconjurător. . Polengul înfășurat în jurul trunchiului unui copac constituie o expresie a recunoștinței balinezilor fată de zei pentru a crea copacul. Aceste extinderi nu se regăsesc în scrierile privitoare la conceptul Rwa Bhineda.
4. Uneori, pânză de polen este plasată și în zona curții casei. Asta înseamnă că pânza Poleng este considerată un protector al gospodăriei, apărând-o împotriva energiei negative și evenimentelor defavorabile care pot periclita familia. Protectorul va contracara energia negativă și o va trimite înapoi celui care a emis-o. 
5. Localnicii însărcinați cu securitatea din satele balineze („pecalang”) sunt obligați să se acopere cu pânză poleng. Această obligație, precum și cea de a purta bentițe udeng constituie o regulă în scrise Sastra (sau Lontar) Purwadigma. Utilizarea pânzei poleng este intenționată să le reamintească obligația lor de a diferenția binele de rău . 

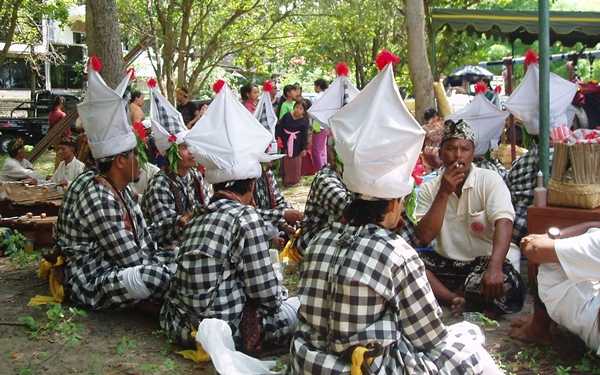
Dansatori balinezi purtând un poleng

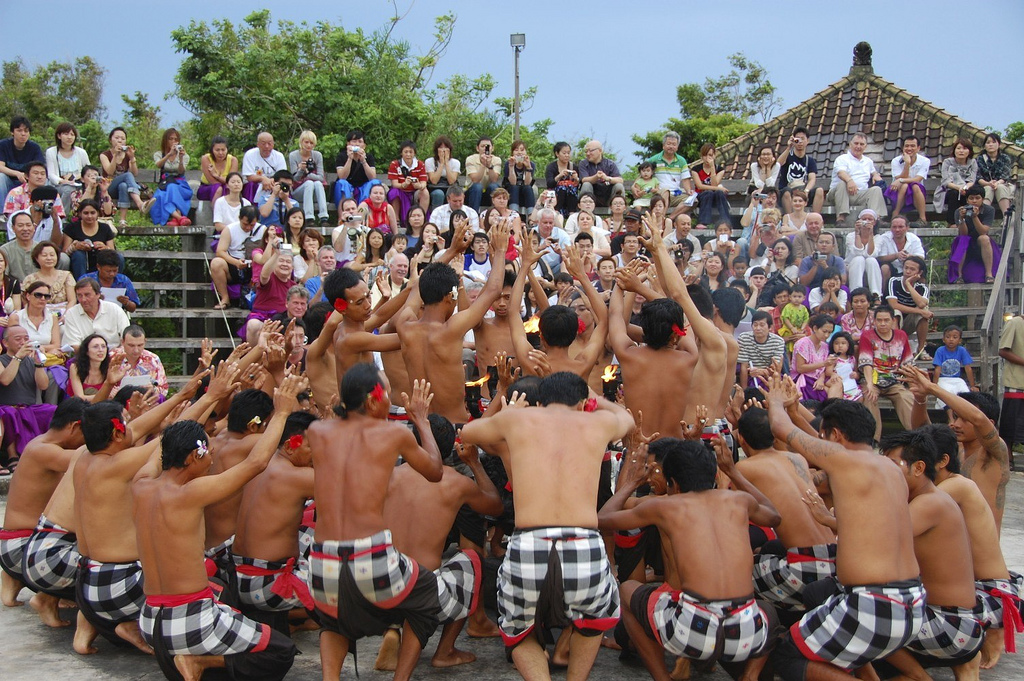
Dansatori balinezi din Uluwatu dansând Kecak

#### Utilizarea pânzei poleng în scopuri care un sunt sacre
Este important să se facă o distincție de a distinge utilizările pânzei poleng în scopuri religioase de cele cu rol decorativ.
Astfel, pânza poleng este folosită în fețe de masă, umbrele și decorarea diferitor obiecte în hoteluri sau restaurante. Pânza poleng pe obiecte non-sacre include motive și modele suplimentare. Aceasta este cunoscută sub denumirea „Poleng Anya” (Poleng Nou). În plus, pânza poleng este adesea folosită în spectacolele de artă din Bali, de exemplu de dansatorii dansului tradițipnal balinez „Kecak. .